# Biserica „Sfântul Arhanghel Mihail” din Bașcalia
Biserica „Sf. Arhanghel Mihail” este o biserică amplasată în Bașcalia, raionul Basarabeasca, Republica Moldova. Este un monument arhitectural de importanță națională inclus în Registrul monumentelor Republicii Moldova ocrotite de stat cu nr. 9 (raionul Basarabeasca). Datează din 1877.